# Porcellio gruneri
Porcellio gruneri är en kräftdjursart som beskrevs av Douglass Fielding Hoese 1978. Porcellio gruneri ingår i släktet Porcellio och familjen Porcellionidae. Inga underarter finns listade i Catalogue of Life.